# Liste der Kulturgüter in Reichenburg
Die Liste der Kulturgüter in Reichenburg enthält alle Objekte in der Gemeinde Reichenburg im Kanton Schwyz, die gemäss der Haager Konvention zum Schutz von Kulturgut bei bewaffneten Konflikten, dem Bundesgesetz vom 20. Juni 2014 über den Schutz der Kulturgüter bei bewaffneten Konflikten sowie der Verordnung vom 29. Oktober 2014 über den Schutz der Kulturgüter bei bewaffneten Konflikten unter Schutz stehen.
Objekte der Kategorie A sind im Gemeindegebiet nicht ausgewiesen, Objekte der Kategorie B sind vollständig in der Liste enthalten, Objekte der Kategorie C fehlen zurzeit (Stand: 1. Januar 2023). Unter übrige Baudenkmäler sind zusätzliche Objekte zu finden, die gemäss Angaben des kantonalen Denkmalschutzes als geschützte Denkmäler eingestuft wurden und nicht bereits in der Liste der Kulturgüter enthalten sind.

## Kulturgüter
| Foto |                                                                       | Objekt                                    | Kat. | Typ | Standort                            | Beschreibung |
| ---- | --------------------------------------------------------------------- | ----------------------------------------- | ---- | --- | ----------------------------------- | ------------ |
| ja   | Datei hochladen · Wikidata zu Pfarrkirche St. Laurentius (Q104720599) | Pfarrkirche St. Laurentius KGS-Nr.: 04836 | B    | G   | Kirchweg 3 716400 / 225625          |              |
| ja   | Datei hochladen · Wikidata zu Friedenskapelle (Q120752532)            | Friedenskapelle KGS-Nr.: 16810            | B    | G   | Kantonsstrasse 20.1 716417 / 225507 |              |

## Übrige Baudenkmäler
| ID     | Foto |                                                                | Objekt              | Typ | Standort                                | Beschreibung |
| ------ | ---- | -------------------------------------------------------------- | ------------------- | --- | --------------------------------------- | ------------ |
| 25.003 | ja   | Datei hochladen · Wikidata zu Pfarrhaus (Q123126948)           | Pfarrhaus           | G   | Kantonsstrasse 20 716402 / 225525       |              |
| 25.004 | ja   | Datei hochladen · Wikidata zu Märchler Bauernhaus (Q123127409) | Märchler Bauernhaus | G   | Kantonsstrasse 54 716726 / 225296       |              |
| 25.006 | BW   | Datei hochladen                                                | Haus Ungerhof       | G   | Untertafletenstrasse 8a 715430 / 225330 |              |
| 25.007 | BW   | Datei hochladen                                                | Haus Oberbürgeli    | G   | Untertafletenstrasse 8b 715220 / 225225 |              |

Legende: Siehe Legende der Liste der Kulturgüter von nationaler und regionaler Bedeutung. Anstelle der KGS-Nummer wird als Objekt-Identifikator (ID) die Nummer im Kantonalen Schutzinventar (KSI) verwendet.